# Cerro del Azufre
Pour les articles homonymes, voir Azufre.
Ne doit pas être confondu avec Cordón del Azufre.
Le Cerro del Azufre est un volcan du Chili qui se présente sous la forme d'un stratovolcan flanqué de dômes de lave couronné par un cratère et culminant à 5 846 mètres d'altitude.

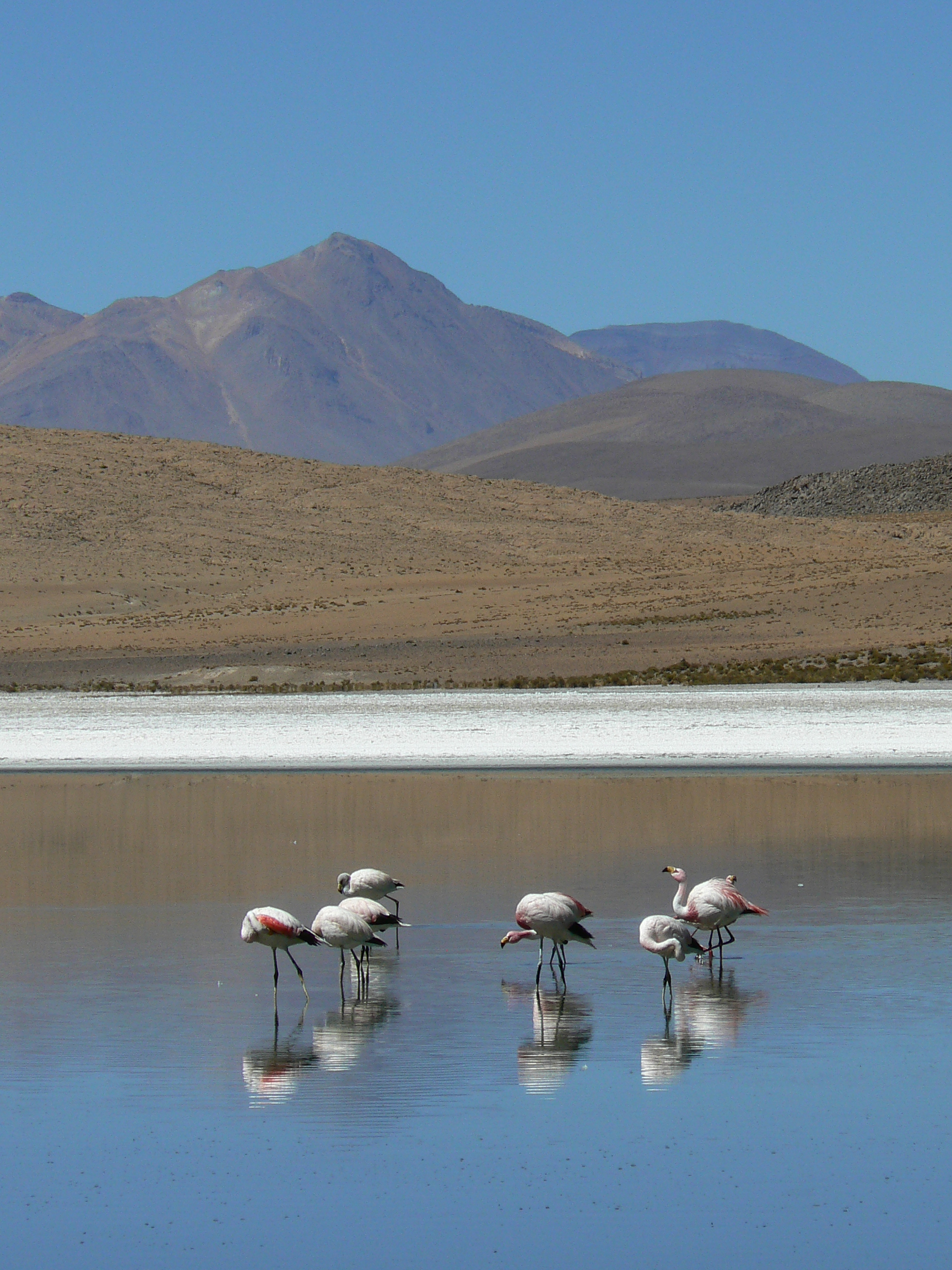
Vue du Cerro del Azufre (à gauche) et du San Pablo (à droite) vu depuis la Lagune Cañapa en Bolivie.